# Закиров, Жахонгир
Жахонгир Зокиров (узб. Jakhongir Zokirov; 17 мая 2003, Джизак, Узбекистан) — узбекский боксёр-профессионал и любитель, выступающий в супертяжелой весовой категории. Двукратный чемпион Узбекистана среди взрослых (2021, 2023), двукратный чемпион Азии до 22 лет (2022, 2023), чемпион мира среди молодёжи до 19 лет (2021) в любителях.

## Любительская карьера

### 2021 год
В апреле 2021 года стал чемпионом молодёжного чемпионата мира в Кельце (Польша), в весовой категории свыше 91 кг, в финале победив армянина Ованнеса Папазяна.
В декабре 2021 года во дворце спорта «Универсал» прошел чемпионат Узбекистана по боксу среди взрослых, где в весовой категории свыше 92 кг Зокиров победил Жамшида Худайберганова и завоевал золотую медаль страны.

### 2024 год
В феврале 2024 года стал победителем в весе свыше 92 кг международного турнира «Странджа» проходившего в Софии (Болгария), в финале победив болгарина Йордана Эрнандеса.

## Профессиональная карьера
14 октября 2023 года Зокиров дебютировал на профессиональном ринге в поединке против Уго Трухильо. Он выиграл бой техническим нокаутом в четвертом раунде.

## Статистика профессиональных боёв
В таблице перечислены результаты всех поединков боксёров.
В каждой строке указан результат поединка. Дополнительно номер поединка обозначен цветом, который обозначает итог поединка. Расшифровка обозначений и цветов представлена в нижеследующей таблице.
| Пример | Расшифровка                     |
| ------ | ------------------------------- |
|        | Победа                          |
|        | Ничья                           |
|        | Поражение                       |
|        | Планируемый поединок            |
|        | Поединок признан несостоявшимся |
| КО     | Нокаут                          |
| ТКО    | Технический нокаут              |
| PTS    | Решение судей (по очкам)        |
| UD     | Единогласное решение судей      |
| MD     | Решение большинства судей       |
| SD     | Раздельное решение судей        |
| RTD    | Отказ от продолжения боя        |
| DQ     | Дисквалификация                 |
| NC     | Поединок признан несостоявшимся |

| 1 поединков, 1 побед (1 нокаутом). | 1 поединков, 1 побед (1 нокаутом). | 1 поединков, 1 побед (1 нокаутом). | 1 поединков, 1 побед (1 нокаутом). | 1 поединков, 1 побед (1 нокаутом). | 1 поединков, 1 побед (1 нокаутом). | 1 поединков, 1 побед (1 нокаутом). |
| Бой                                | Рекорд                             | Дата боя                           | Соперник                           | Место проведения боя               | Раундов, время                     | Дополнительно                      |
| ---------------------------------- | ---------------------------------- | ---------------------------------- | ---------------------------------- | ---------------------------------- | ---------------------------------- | ---------------------------------- |
| 1                                  | 1-0                                | 14 октября 2023                    | Гильермо Дель Рио (4-4-1)          | Fort Bend, Розенберг, Техас, США   | TKO 4 (4), 00:39                   | Дебют в профессиональном боксе.    |